# 1304
| [ Edytuj tabelę ]                          |                                                                                  |
| Król Polski                                | - 1300 Wacław II 1305                                                            |
| Książę Małopolski                          | - 1291 Wacław II 1305                                                            |
| Książę Wielkopolski                        | - 1300 Wacław II 1305                                                            |
| Król Albanii                               | - 1301 Filip I 1332                                                              |
| Współksiążęta Andory                       | - 1295 Guillem de Montcada 1308 - 1302 Gaston I 1315                             |
| Król Angkoru                               | - 1295 Indrawarman III 1307                                                      |
| Król Anglii                                | - 1272 Edward I 1307                                                             |
| Król Aragonii i Walencji, hrabia Barcelony | - 1291 Jakub II Sprawiedliwy 1327                                                |
| Margrabia Brandenburgii                    | - 1267 Konrad 1304 - 1267 Otto IV 1308 - 1293 Henryk I 1318 - 1304 Waldemar 1319 |
| Książę Burgundii                           | - 1272 Robert II 1306                                                            |
| Książę Dolnej Bawarii                      | - 1290 Stefan I 1309 - 1290 Otton III 1312                                       |
| Książę Górnej Bawarii                      | - 1294 Rudolf I 1317 - 1294 Ludwik III 1340                                      |
| Cesarz Bizancjum                           | - 1282 Andronik II Paleolog 1328                                                 |
| Car Bułgarii                               | - 1300 Teodor Swetosław 1322                                                     |
| Cesarz Chin                                | - 1294 Temür Öldżejtü 1307                                                       |
| Król Cypru                                 | - 1285 Henryk II 1306                                                            |
| Król Czech                                 | - 1278 Wacław II 1305                                                            |
| Król Danii                                 | - 1286 Eryk Menved 1319                                                          |
| Władca Egiptu                              | - 1299 An-Nasir Muhammad 1309                                                    |
| Cesarz Etiopii                             | - 1299 Uyddym Raad 1314                                                          |
| Król Francji                               | - 1285 Filip IV Piękny 1314                                                      |
| Hrabia Holandii                            | - 1299 Jan II 1304 - 1304 Wilhelm III 1337                                       |
| Cesarz Japonii                             | - 1301 Go-Nijō 1308                                                              |
| Kalif                                      | - 1302 Al-Mustakfi I 1340                                                        |
| Król Kastylii i Leónu                      | - 1295 Ferdynand IV Pozwany 1312                                                 |
| Patriarcha Konstantynopola                 | - 1303 Atanazy I 1309                                                            |
| Władca Korei                               | - 1274 Ch’ungnyŏl 1308                                                           |
| Wielki książę litewski                     | - 1295 Witenes 1316                                                              |
| Cesarz Majapahitu                          | - 1293 Raden Wijaya 1309                                                         |
| Sułtan Maroka                              | - 1286 Abu Jakub Jusuf 1307                                                      |
| Książę Moskwy                              | - 1303 Jerzy Daniłowicz 1325                                                     |
| Król Nawarry                               | - 1284 Filip I 1305                                                              |
| Król Norwegii                              | - 1299 Haakon V Długonogi 1319                                                   |
| Hrabia Palatynatu                          | - 1294 Rudolf I Wittelsbach 1317                                                 |
| Papież                                     | - 1303 Benedykt XI 1304                                                          |
| Król Portugalii                            | - 1279 Dionizy I 1325                                                            |
| Sułtan Rumu                                | - 1303 Masud II 1307                                                             |
| Książę Rusi halickiej                      | - 1300 Jerzy I 1308                                                              |
| Cesarz Rzymski (niemiecki)                 | - 1298 Albrecht I Habsburg 1308                                                  |
| Książę Saksonii                            | - 1298 Rudolf I 1356                                                             |
| Król Serbii                                | - 1282 Stefan Urosz II 1321                                                      |
| Król Szwecji                               | - 1290 Birger I Magnusson 1318                                                   |
| Sułtan Turków                              | - 1299 Osman I 1324                                                              |
| Doża Wenecji                               | - 1289 Pietro Gradenigo 1311                                                     |
| Król Węgier                                | - 1301 Wacław Czeski 1305                                                        |
| Wielki mistrz zakonu krzyżackiego          | - 1302 Siegfried von Feuchtwangen 1310                                           |

Rok 1304 / MCCCIV
stulecia: XIII wiek ~
XIV wiek ~
XV wiek

lata: 1294 «
1299 «
1300 «
1301 «
1302 «
1303 «
1304
» 1305
» 1306
» 1307
» 1308
» 1309
» 1314

## Wydarzenia w Polsce
- Władysław Łokietek powrócił do kraju po śmierci Wacława II popierany przez ludność i króla Węgier Karola Roberta.

## Wydarzenia na świecie
- 7 czerwca – Guillaume de Nogaret, minister króla Francji Filipa IV Pięknego, został ekskomunikowany przez papieża Benedykta XI.
- 18 sierpnia – zwycięstwo wojsk francuskich nad powstańcami flandryjskimi w bitwie pod Mons-en-Pevele(inne języki).
- 1 listopada – katastrofalna powódź na południowo-zachodnim wybrzeżu Bałtyku (gł. na Pomorzu Przednim: Rugii, Ruden, Uznamie i w rejonie Zatoki Greifswaldzkiej) znana w historiografii jako nm. Allerheiligenflut(inne języki).
- bitwa nad rzeką Skafida pomiędzy siłami bizantyńskimi i Bułgarami

## Urodzili się
- 20 lipca – Francesco Petrarca, włoski poeta (zm. 1374)

## Zmarli
- 4 czerwca – Sambor rugijski, książę Rugii (ur. ok. 1267)
- 7 lipca – Benedykt XI, papież (ur. 1240)
- 27 lipca – Andrzej III Aleksandrowicz, wielki książę włodzimierski (ur. 1255)
- 17 sierpnia – Go-Fukakusa, cesarz Japonii (ur. 1243)
- 11 października – Konrad II Garbaty, książę ścinawski i żagański (ur. ok. 1260–1265)
- 28 września – Elżbieta, księżna legnicko-wrocławska (ur. ok. 1261–1263)
- 29 września – Agnieszka brandenburska, królowa Danii (ur. 1258)